# Ruta Provincial 2 (San Luis)
La Ruta Provincial 2 es una carretera argentina de jurisdicción provincial, ubicada en el centro-norte de la Provincia de San Luis. Su recorrido es aproximadamente de 165 kilómetros totalmente asfaltados con orientación noroeste desde su inicio a 7 km de Villa Mercedes y a una altitud de 569 m s. n. m. (metros sobre el nivel del mar) hasta su finalización a 11 km de Quines y a 473 m s. n. m. dentro de la provincia de San Luis.